# Гіперхолестеринемія
Гіперхолестеринемія, гіперхолестеролемія — це наявність високого рівня холестерину (холестеролу) в крові.  Це форма гіперліпідемії (високий рівень ліпідів у крові), гіперліпопротеїнемії (високий рівень ліпопротеїнів у крові) та дисліпідемії (будь-які порушення рівня ліпідів і ліпопротеїнів у крові). 
Підвищений рівень холестерину у крові може бути наслідком особливості харчування, ожиріння, спадкових (генетичних) захворювань (таких як мутації рецепторів ЛПНЩ при сімейній гіперхолестеринемії ) або наявності інших захворювань, таких як діабет 2 типу та недостатня функція щитоподібної залози. 
Холестерин є одним із трьох основних класів ліпідів, які виробляються та використовуються всіма клітинами тварин для формування мембран. Рослинні клітини виробляють фітостероли (схожі на холестерин), але в невеликих кількостях.  Холестерин є попередником стероїдних гормонів і жовчних кислот. Оскільки холестерин нерозчинний у воді, він транспортується в плазмі крові в оточенні білкових молекул (ліпопротеїнами). 
Ліпопротеїни класифікуються за їх щільністю: ліпопротеїни дуже низької щільності (ЛПДНЩ), ліпопротеїни середньої щільності (ЛПНЩ), ліпопротеїни низької щільності (ЛПНЩ) і ліпопротеїни високої щільності (ЛПВЩ).  Усі ліпопротеїни несуть холестерин, але підвищені рівні ліпопротеїнів, крім ЛПВЩ (так званий холестерин не-ЛПВЩ), зокрема холестерину ЛПНЩ, пов’язані з підвищеним ризиком атеросклерозу та ішемічної хвороби серця.  Навпаки, вищий рівень холестерину ЛПВЩ є захисним. 
Уникнення споживання трансжирів і заміна насичених жирів у раціоні дорослих на поліненасичені жири є рекомендованими дієтичними заходами для зниження загального холестерину в крові та ЛПНЩ у дорослих.   У людей з дуже високим рівнем холестерину (наприклад, сімейна гіперхолестеринемія) лише дієти часто недостатньо для досягнення бажаного зниження рівня ЛПНЩ, і зазвичай потрібні гіполіпідемічні ліки.  За необхідності проводяться інші методи лікування, такі як аферез ЛПНЩ або навіть хірургічне втручання (для особливо важких підтипів сімейної гіперхолестеринемії).  Близько 34 мільйонів дорослих у Сполучених Штатах мають високий рівень холестерину в крові. 

## Ознаки та симптоми

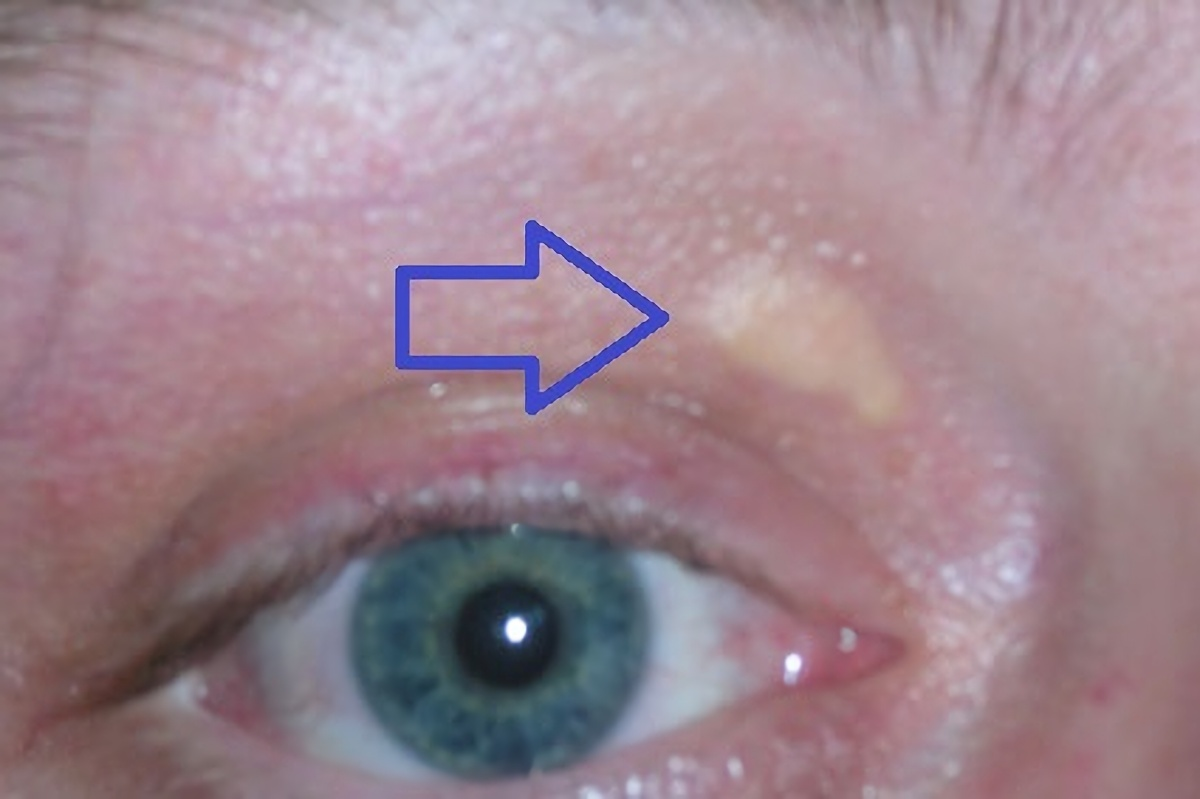
Xanthelasma palpebrarum, жовтуваті плями, що складаються з відкладень холестерину над повіками. Вони частіше зустрічаються у людей із сімейною гіперхолестеринемією.

Хоча гіперхолестеринемія сама по собі протікає безсимптомно, тривале підвищення рівня холестерину в сироватці крові може призвести до атеросклерозу (утворення жирових бляшок в артеріях, так зване «затвердіння артерій»).  Протягом десятиліть підвищений рівень холестерину в сироватці крові сприяє утворенню атероматозних бляшок в артеріях. Це може призвести до прогресуючого звуження уражених артерій. Крім того, менші бляшки можуть розірватися та спричинити утворення тромбу та перешкоджати кровотоку.  Раптова закупорка коронарної артерії може призвести до серцевого нападу. Закупорка артерії, що живить мозок, може спричинити інсульт. Якщо розвиток стенозу або оклюзії є поступовим, кровопостачання тканин і органів повільно зменшується, поки функція органу не порушується. У цей момент ішемія тканин (обмеження кровопостачання) може проявлятися специфічними симптомами. Наприклад, тимчасова ішемія головного мозку (яка зазвичай називається транзиторною ішемічною атакою) може проявлятися як тимчасова втрата зору, запаморочення та порушення рівноваги, утруднене мовлення, слабкість, оніміння чи поколювання, як правило, на одній стороні тіла. Недостатнє кровопостачання серця може спричинити біль у грудях, а ішемія ока може проявлятися тимчасовою втратою зору на одне око. Недостатнє кровопостачання ніг може проявлятися болем у литках під час ходьби, а в кишечнику – болем у животі після прийому їжі.  
Деякі типи гіперхолестеринемії призводять до специфічних фізичних ознак. Наприклад, сімейна гіперхолестеринемія (гіперліпопротеїнемія типу IIa) може бути пов’язана з появою ксантелазм (жовтуватими плямами під шкірою навколо повік),  сенільної дуги (біле або сіре забарвлення периферичної рогівки ),  та ксантомами сухожиль (відкладенням жовтуватого матеріалу, багатого на холестерин), особливо пальців.   Гіперліпідемія III типу може бути пов’язана з ксантомами на долонях, колінах і ліктях. 

## Причини

Формула холестерину

Гіперхолестеринемія, як правило, зумовлена поєднанням екологічних і генетичних факторів.  Фактори навколишнього середовища включають вагу, режим харчування та стрес.   Фактором ризику також є самотність. 

### Дієта
Дієта впливає на рівень холестерину в крові, але розмір цього впливу різний у різних людей.  
Дієта з високим вмістом цукру або насичених жирів підвищує загальний холестерин і ЛПНЩ. 
Було показано, що транс-жири знижують рівень ліпопротеїнів високої щільності, одночасно підвищуючи рівень ЛПНЩ. 
Огляд 2016 року представив докази того, що харчовий холестерин пов’язаний з підвищенням рівня холестерину в крові.  Станом на 2018 рік виявилося помірне позитивне залежне від дози співвідношення між споживанням холестерину та холестерином ЛПНЩ. 

### Захворювання та лікування
Низка інших захворювань також може підвищувати рівень холестерину, включаючи цукровий діабет 2-го типу, ожиріння, алкоголізм, моноклональну гаммапатію, діалізну терапію, нефротичний синдром, гіпотиреоз, синдром Кушинга та нервову анорексію. 
Деякі ліки можуть перешкоджати метаболізму ліпідів: тіазидні діуретики, циклоспорин, глюкокортикоїди, бета-блокатори, ретиноєва кислота, антипсихотики,  певні протисудомні препарати та ліки від ВІЛ, а також інтерферони. 

### Генетика
Генетичний зв'язок, як правило, виникає внаслідок комбінованих ефектів кількох генів, що відоме як «полігенне захворювання», хоча в деяких випадках вони можуть походити від дефекту одного гена, як це спостерігається при сімейній гіперхолестеринемії.  При сімейній гіперхолестеринемії мутації можуть бути присутніми в гені APOB (аутосомно-домінантному), гені LDLRAP1 (аутосомно-рецесивному), варіанті аутосомно-домінантної сімейної гіперхолестеринемії ( HCHOLA3 ) гена PCSK9 або гені рецептора ЛПНЩ.  Сімейна гіперхолестеринемія вражає приблизно одну з 250 осіб. 
Литовське єврейське населення може демонструвати генетичний ефект засновника.  Один із варіантів, G197del LDLR, який причетний до сімейної гіперхолестеринемії, був датований 14 століттям. 

## Діагностика
| Тип холестерину      | ммоль/л | мг/дл   | Інтерпретація              |
| -------------------- | ------- | ------- | -------------------------- |
| Загальний холестерин | <5,2    | <200    | Бажаний рівень             |
| Загальний холестерин | 5.2–6.2 | 200–239 | Граничний                  |
| Загальний холестерин | >6.2    | >240    | Високий                    |
| Холестерин ЛПНЩ      | <2,6    | <100    | Найбажаніший               |
| Холестерин ЛПНЩ      | 2.6–3.3 | 100–129 | Добре                      |
| Холестерин ЛПНЩ      | 3.4–4.1 | 130–159 | Граничний, високий         |
| Холестерин ЛПНЩ      | 4.1–4.9 | 160–189 | Високий і небажаний        |
| Холестерин ЛПНЩ      | >4,9    | >190    | Дуже високий               |
| Холестерин ЛПВЩ      | <1,0    | <40     | Небажано; підвищений ризик |
| Холестерин ЛПВЩ      | 1,0–1,5 | 41–59   | Добре, але не оптимально   |
| Холестерин ЛПВЩ      | >1,55   | >60     | Добре; знижений ризик      |

У США та деяких інших країнах холестерин вимірюється в міліграмах на децилітр (мг/дл) крові. У Великобританії, більшості європейських країн і Канаді мірою є мілімоль на літр крові (ммоль/л). 
Для здорових дорослих Національна служба охорони здоров’я Великобританії рекомендує верхню межу загального холестерину 5 ммоль/л, а холестерин ліпопротеїдів низької щільності (ЛПНЩ) 3 ммоль/л. Для людей з високим ризиком серцево-судинних захворювань рекомендована межа загального холестерину становить 4 ммоль/л і 2 ммоль/л для ЛПНЩ. 
У Сполучених Штатах Національний інститут серця, легенів і крові при Національному інституті здоров’я класифікує загальний холестерин нижче 200 мг/дл як «бажаний», від 200 до 239 мг/дл як «граничний високий» і 240 мг/дл або більше як «високий». 
Немає абсолютної межі між нормальним і аномальним рівнями холестерину, і значення слід розглядати у зв’язку з іншими станами здоров’я та факторами ризику.   
Високий рівень загального холестерину підвищує ризик серцево-судинних захворювань, особливо ішемічної хвороби серця.  Рівні холестерину ЛПНЩ або холестерину не-ЛПВЩ передбачають майбутню ішемічну хворобу серця; який з них є кращим провісником, спірне.  Високі рівні низького щільного ЛПНЩ можуть бути особливо несприятливими, хоча вимірювання малого щільного ЛПНЩ не рекомендується для прогнозування ризику.  У минулому рівні ЛПНЩ і ЛПДНЩ рідко вимірювалися безпосередньо через вартість.   
Рівень тригліцеридів натщесерце брали як показник рівня ЛПДНЩ (загалом близько 45% тригліцеридів натще складається з ЛПДНЩ), тоді як ЛПНЩ зазвичай оцінювали за формулою Фрідевальда:
ЛПНЩ {\displaystyle \approx } загальний холестерин – ЛПВЩ – (0,2 х тригліцериди натще). 
Однак це рівняння недійсне для зразків крові не натще або якщо тригліцериди натще підвищені (>4,5 ммоль/л або >~400 мг/дл). Таким чином, останні рекомендації свідчать про використання прямих методів для вимірювання ЛПНЩ, де це можливо.  Під час оцінки гіперхолестеринемії може бути корисним вимірювання всіх субфракцій ліпопротеїнів ( ЛПДНЩ, ліпропротеїни проміжної щільності, ЛПНЩ та ЛПВЩ). Вимірювання аполіпопротеїнів і ліпопротеїну (a) також може мати значення.  Зараз рекомендується генетичний скринінг, якщо підозрюється форма сімейної гіперхолестеринемії. 

### Класифікація
Класична класифікація гіперхолестеринемії була створена за допомогою електрофорезу ліпопротеїнів і класифікації Фредріксона. Новіші методи, такі як «аналіз субкласів ліпопротеїнів», відображують сучасні покращення у розумінні зв’язку між прогресуванням атеросклерозу та клінічними наслідками. Якщо гіперхолестеринемія є спадковою (сімейна гіперхолестеринемія), в сімейному анамнезі частіше виявляється більш ранній початок атеросклерозу. 

## Скринінг
Робоча група з профілактичних послуг США у 2008 році наполегливо рекомендувала проводити рутинний скринінг для чоловіків віком від 35 років і жінок від 45 років на порушення ліпідів і лікування аномальних ліпідів у людей з підвищеним ризиком ішемічної хвороби серця. Вони також рекомендують регулярно проводити скринінг чоловіків віком від 20 до 35 років і жінок віком від 20 до 45 років, якщо вони мають інші фактори ризику ішемічної хвороби серця.  У 2016 році вони дійшли висновку, що тестування загального населення віком до 40 років без симптомів не має зрозумілої користі.  
У Канаді скринінг рекомендується для чоловіків від 40 років та для жінок від 50 років. У осіб з нормальними показниками скринінг рекомендується раз на 5 років. Після початку приймання статинів, подальше тестування дає мало користі, за винятком, можливо, визначення дотримання режиму лікування.
У Сполученому Королівстві після того, як у когось діагностують сімейну гіперхолестеринемію, клініцисти, члени сім’ї або обидва зв’язуються з родичами першого та другого ступеня, щоб з’явитися для тестування та лікування. Дослідження показують, що ліше контакт з клініцистом призводить до того, що більше людей звертаються на тестування.  

## Лікування
Рекомендації щодо лікування були засновані на чотирьох рівнях ризику серцевих захворювань.  Для кожного рівня ризику встановлюються рівні холестерину ЛПНЩ, що представляють цілі та порогові значення для лікування та інших заходів.  Чим вище категорія ризику, тим нижчі пороги холестерину. 
| Категорія ризику | Критерії категорії ризику    | Критерії категорії ризику | Критерії категорії ризику       | Необхідні зміни способу життя | Необхідні зміни способу життя | Необхідні ліки | Необхідні ліки |
| Категорія ризику | Кількість факторів ризику†   |                           | 10-річний ризик ішемії міокарда | ммоль/літр                    | мг/дл                         | ммоль/літр     | мг/дл          |
| --- | ---------------------------- | ------------------------- | ------------------------------- | ----------------------------- | ----------------------------- | -------------- | -------------- |
| Високий | Діагностована хвороба серця  | АБО                       | >20%                            | >2,6                          | >100                          | >2,6           | >100           |
| Помірно високий | 2 або більше факторів ризику | ТА                        | 10–20%                          | >3.4                          | >130                          | >3.4           | >130           |
| Помірний | 2 або більше факторів ризику | ТА                        | <10%                            | >3.4                          | >130                          | >4.1           | >160           |
| Низький | 0 або 1 факторів ризику      | 0 або 1 факторів ризику   | 0 або 1 факторів ризику         | >4.1                          | >160                          | >4,9           | >190           |
| †Фактори ризику включають куріння сигарет, гіпертонію (АТ ≥140/90 мм рт.ст. або прийом антигіпертензивних препаратів), низький рівень холестерину ЛПВЩ (<40 мг/дл), сімейний анамнез передчасних захворювань серця та вік (чоловіки ≥45 років; жінки ≥55 років). |                              |                           |                                 |                               |                               |                |                |

Було показано, що для тих, хто входить до групи високого ризику, поєднання зміни способу життя та прийому статинів знижує смертність. 

### Спосіб життя
Людям із високим рівнем холестерину рекомендовано змінити спосіб життя: відмова від куріння, обмеження споживання алкоголю, збільшення фізичної активності та підтримка нормальної ваги. 
Люди з надмірною вагою або ожирінням можуть знизити рівень холестерину в крові шляхом схуднення – у середньому кілограм втрати ваги може знизити рівень холестерину ЛПНЩ на 0,8 мг/дл. 

### Дієта
Дотримання дієти з високим вмістом овочів, фруктів, харчових волокон і низьким вмістом жирів призводить до помірного зниження загального холестерину.   
Споживання харчового холестерину спричиняє невелике підвищення рівня холестерину в сироватці  , величину якого можна передбачити за допомогою рівнянь Кіза  і Хегстеда  . Дієтичні обмеження холестерину були запропоновані в Сполучених Штатах, але не в Канаді, Великобританії та Австралії.  Однак у 2015 році Консультативний комітет з дієтичних рекомендацій у Сполучених Штатах скасував свою рекомендацію щодо обмеження споживання холестерину. 
Кокранівський огляд 2020 року показав, що заміна насичених жирів на поліненасичені жири призвела до незначного зниження серцево-судинних захворювань за рахунок зниження рівня холестерину в крові.  Інші огляди не виявили впливу насичених жирів на серцево-судинні захворювання.   Транс-жири визнані потенційним фактором ризику серцево-судинних захворювань, пов’язаних із холестерином, тому рекомендується уникати їх у раціоні дорослих. 
Національна ліпідна асоціація рекомендує людям із сімейною гіперхолестеринемією обмежити споживання загального жиру до 25–35% від загального споживання енергії, насичених жирів до рівня менше 7% споживання енергії та холестерину до рівня менше 200 мг на день.  Зміни в загальному споживанні жиру при достриманні низькокалорійних дієт не впливають на рівень холестерину в крові.
Доведено, що збільшення споживання розчинної клітковини знижує рівень холестерину ЛПНЩ, при цьому кожен додатковий грам розчинної клітковини знижує рівень ЛПНЩ в середньому на 2,2 мг/дл (0,057 ммоль/л).  Збільшення споживання цільного зерна також знижує рівень холестерину ЛПНЩ, причому цільнозерновий овес є особливо ефективним.  Включення 2 г на день фітостеролів і фітостанолів і 10-20 г на день розчинної клітковини зменшує всмоктування холестерину з їжі.  Дієта з високим вмістом фруктози може підвищити рівень холестерину ЛПНЩ у крові. 

### Ліки
Статини – це типові ліки, які використовуються на додаток до втручань у здоровий спосіб життя. Статини можуть знизити загальний холестерин приблизно на 50% у більшості людей, та є ефективними у зниженні ризику серцево-судинних захворювань  . У людей без серцево-судинних захворювань статини знижували смертність від усіх причин, ризик коронарної хвороби серця та інсульту. Більша користь спостерігалася при інтенсивній терапії статинами. Статини покращували якість життя у пацієнтів без захворювання серцево-судинної системи (як первинна профілактика). Статини знижували рівень холестерину у дітей з гіперхолестеринемією, але дослідження щодо користі стосовно віддалених результатів відсутні   дієта залишається основною у лікуванні педіатричної популяції. 
Можуть використовуватися інші агенти, такі як фібрати, нікотинова кислота та холестирамін.  Ці препарати рекомендуються під час вагітності. Ін'єкційні антитіла проти білка PCSK9 (еволокумаб, бокоцизумаб, алірокумаб) можуть знижувати рівень холестерину ЛПНЩ, також було показано, що вони знижують смертність.
Генотерапія також розглядається як потенційний метод лікування гіперхолестеринемії.

### Настанови
У США діють рекомендації Національної освітньої програми щодо холестерину (2004)  та спільного органу професійних товариств під керівництвом Американської кардіологічної асоціації . 
У Великобританії Національний інститут охорони здоров’я та клінічної майстерності опублікував рекомендації щодо лікування підвищеного рівня холестерину, опубліковані в 2008 році , а в 2014 році з’явилася нова настанова, яка охоплює профілактику серцево-судинних захворювань загалом. 
Цільова група з лікування дисліпідемій Європейського товариства кардіологів та Європейського товариства атеросклерозу опублікувала рекомендації щодо лікування дисліпідемій у 2011 році. 

### Особливі популяції
Серед людей з відносно короткою очікуваною тривалістю життя , гіперхолестеринемія не є фактором ризику смерті з будь-якої причини, включаючи ішемічну хворобу серця.  У людей старше 70 років гіперхолестеринемія не є фактором ризику госпіталізації з інфарктом міокарда або стенокардією.  Для людей старше 85 років при використанні статинів виявлені підвищені ризики ускладнень.  Через це ліки, що знижують рівень ліпідів, не слід регулярно використовувати людям з обмеженою тривалістю життя. 
Американська терапевтична асоціація для гіперхолестеринемії у людей з діабетом рекомендує наступне: 
1. Ліпідознижувальну терапію слід використовувати для вторинної профілактики серцево-судинної смертності та захворюваності для всіх дорослих із діагностованою ішемічною хворобою серця та діабетом 2 типу.
2. Статини слід використовувати для первинної профілактики макросудинних (ішемічна хвороба серця, цереброваскулярна хвороба або хвороба периферичних судин) ускладнень у дорослих із діабетом 2 типу та іншими серцево-судинними факторами ризику.
3. Після початку ліпідознижувальної терапії люди з цукровим діабетом 2-го типу повинні приймати принаймні помірні дози статину. [83]
4. Людям із цукровим діабетом 2-го типу, які приймають статини, не рекомендується звичайний моніторинг показників функції печінки або м’язових ферментів, за винятком особливих обставин.

### Нетрадиційна медицина
Опитування 2002 року показало, що 1,1% дорослих американців, які використовували альтернативні методи лікування, робили це для лікування високого холестерину. Більшість осіб (55%) використовували його разом із традиційною медициною.  Систематичний огляд  ефективності фітопрепаратів, що використовуються в традиційній китайській медицині, мав непереконливі результати через низьку методологічну якість включених досліджень. Огляд випробувань фітостеролів та/або фітостанолів, середня доза 2,15 г/день, говорить про зниження холестерину ЛПНЩ в середньому на 9%.  У 2000 році FDA схвалило маркування харчових продуктів, що містять певну кількість ефірів фітостеролів або ефірів фітостанолів, як продуктів, що знижують рівень холестерину. У 2003 році FDA поширило цю вимогу на харчові продукти та дієтичні добавки, що містять фітостероли або фітостаноли у дозі більше 0,8 г/день. Деякі дослідники, однак, стурбовані використанням харчових добавок з ефірами рослинних стеролів і звертають увагу на відсутність даних про довгострокову безпеку. 

## Епідеміологія
Рівень високого загального холестерину в Сполучених Штатах у 2010 році становив трохи більше 13%, порівняно з 17% у 2000 році. 
Середній загальний холестерин у Великобританії становить 5,9 ммоль/л, тоді як у сільській місцевості Китаю та Японії середній загальний холестерин становить 4 ммоль/л.  Рівень ішемічної хвороби серця високий у Великій Британії, але низький у сільській місцевості Китаю та Японії. 

## References
1. 1 2 3 4  Durrington P (August 2003). Dyslipidaemia. Lancet. 362 (9385): 717—731. doi:10.1016/S0140-6736(03)14234-1. PMID 12957096.
2. ↑  Behrman EJ, Gopalan V (December 2005). Cholesterol and Plants. Journal of Chemical Education. 82 (12): 1791. Bibcode:2005JChEd..82.1791B. doi:10.1021/ed082p1791. ISSN 0021-9584.
3. ↑  Biggerstaff KD, Wooten JS (December 2004). Understanding lipoproteins as transporters of cholesterol and other lipids. Advances in Physiology Education. 28 (1–4): 105—106. doi:10.1152/advan.00048.2003. PMID 15319192.
4. ↑  Carmena R, Duriez P, Fruchart JC (June 2004). Atherogenic lipoprotein particles in atherosclerosis. Circulation. 109 (23 Suppl 1): III2—III7. doi:10.1161/01.CIR.0000131511.50734.44. PMID 15198959.
5. ↑  Kontush A, Chapman MJ (March 2006). Antiatherogenic small, dense HDL--guardian angel of the arterial wall?. Nature Clinical Practice. Cardiovascular Medicine. 3 (3): 144—153. doi:10.1038/ncpcardio0500. PMID 16505860.
6. ↑  Healthy diet – Fact sheet N°394. World Health Organization. September 2015. Процитовано 6 липня 2016.
7. 1 2 3  de Souza RJ, Mente A, Maroleanu A, Cozma AI, Ha V, Kishibe T та ін. (August 2015). Intake of saturated and trans unsaturated fatty acids and risk of all cause mortality, cardiovascular disease, and type 2 diabetes: systematic review and meta-analysis of observational studies. BMJ. 351: h3978. doi:10.1136/bmj.h3978. PMC 4532752. PMID 26268692.
8. 1 2 3 4 5 6  Ito MK, McGowan MP, Moriarty PM (June 2011). Management of familial hypercholesterolemias in adult patients: recommendations from the National Lipid Association Expert Panel on Familial Hypercholesterolemia. Journal of Clinical Lipidology. 5 (3 Suppl): S38—S45. doi:10.1016/j.jacl.2011.04.001. PMID 21600528.
9. ↑  Hypercholesterolemia. Genetics Home Reference. Процитовано 16 травня 2016.
10. 1 2 3 4 5 6 7 8 9  Bhatnagar D, Soran H, Durrington PN (August 2008). Hypercholesterolaemia and its management. BMJ. 337: a993. doi:10.1136/bmj.a993. PMID 18719012.
11. ↑  Finn AV, Nakano M, Narula J, Kolodgie FD, Virmani R (July 2010). Concept of vulnerable/unstable plaque. Arteriosclerosis, Thrombosis, and Vascular Biology. 30 (7): 1282—1292. doi:10.1161/ATVBAHA.108.179739. PMID 20554950.
12. ↑  Grundy SM, Balady GJ, Criqui MH, Fletcher G, Greenland P, Hiratzka LF та ін. (May 1998). Primary prevention of coronary heart disease: guidance from Framingham: a statement for healthcare professionals from the AHA Task Force on Risk Reduction. American Heart Association. Circulation. 97 (18): 1876—1887. doi:10.1161/01.CIR.97.18.1876. PMID 9603549.
13. ↑  Eyelid, conjunctival, and orbital tumors: atlas and textbook. Hagerstown, Maryland: Lippincott Williams & Wilkins. 2008. ISBN 978-0-7817-7578-6.
14. ↑  Zech LA, Hoeg JM (March 2008). Correlating corneal arcus with atherosclerosis in familial hypercholesterolemia. Lipids in Health and Disease. 7 (1): 7. doi:10.1186/1476-511X-7-7. PMC 2279133. PMID 18331643.
15. 1 2  Andrews' Diseases of the Skin: Clinical Dermatology. Saunders Elsevier. 2006. с. 530—32. ISBN 978-0-7216-2921-6.
16. ↑  Dermatology: 2-Volume Set. St. Louis, Missouri: Mosby. 2007. с. 1415—16. ISBN 978-1-4160-2999-1.
17. ↑  Calderon R, Schneider RH, Alexander CN, Myers HF, Nidich SI, Haney C (1999). Stress, stress reduction and hypercholesterolemia in African Americans: a review. Ethnicity & Disease. 9 (3): 451—62. PMID 10600068.
18. ↑  Hawkley LC, Cacioppo JT (October 2010). Loneliness matters: a theoretical and empirical review of consequences and mechanisms. Annals of Behavioral Medicine. 40 (2): 218—227. doi:10.1007/s12160-010-9210-8. PMC 3874845. PMID 20652462.
19. 1 2  Mannu GS, Zaman MJ, Gupta A, Rehman HU, Myint PK (February 2013). Evidence of lifestyle modification in the management of hypercholesterolemia. Current Cardiology Reviews. 9 (1): 2—14. doi:10.2174/157340313805076313. PMC 3584303. PMID 22998604.
20. ↑  Howell WH, McNamara DJ, Tosca MA, Smith BT, Gaines JA (June 1997). Plasma lipid and lipoprotein responses to dietary fat and cholesterol: a meta-analysis. The American Journal of Clinical Nutrition. 65 (6): 1747—1764. doi:10.1093/ajcn/65.6.1747. PMID 9174470.
21. ↑  DiNicolantonio JJ, Lucan SC, O'Keefe JH (2016). The Evidence for Saturated Fat and for Sugar Related to Coronary Heart Disease. Progress in Cardiovascular Diseases. 58 (5): 464—472. doi:10.1016/j.pcad.2015.11.006. PMC 4856550. PMID 26586275.
22. ↑  Ascherio A, Willett WC (October 1997). Health effects of trans fatty acids. The American Journal of Clinical Nutrition. 66 (4 Suppl): 1006S—1010S. doi:10.1093/ajcn/66.4.1006S. PMID 9322581.
23. ↑  Grundy SM (November 2016). Does Dietary Cholesterol Matter?. Current Atherosclerosis Reports. 18 (11): 68. doi:10.1007/s11883-016-0615-0. PMID 27739004.
24. ↑  Vincent MJ, Allen B, Palacios OM, Haber LT, Maki KC (January 2019). Meta-regression analysis of the effects of dietary cholesterol intake on LDL and HDL cholesterol. The American Journal of Clinical Nutrition. 109 (1): 7—16. doi:10.1093/ajcn/nqy273. PMID 30596814.
25. ↑  Medication Induced Changes in Lipid and Lipoproteins. Endotext. South Dartmouth (MA): MDText.com, Inc. 1 січня 2000. PMID 26561699.
26. ↑  Hypercholesterolemia. Genetics Home Reference. U.S. National Institutes of Health. Процитовано 5 грудня 2013.
27. ↑  Akioyamen LE, Genest J, Shan SD, Reel RL, Albaum JM, Chu A, Tu JV (September 2017). Estimating the prevalence of heterozygous familial hypercholesterolaemia: a systematic review and meta-analysis. BMJ Open. 7 (9): e016461. doi:10.1136/bmjopen-2017-016461. PMC 5588988. PMID 28864697.
28. ↑  Slatkin, M (August 2004). A Population-Genetic Test of Founder Effects and Implications for Ashkenazi Jewish Diseases. Am. J. Hum. Genet. American Society of Human Genetics via PubMed. 75 (2): 282—93. doi:10.1086/423146. PMC 1216062. PMID 15208782.
29. ↑  Durst, Ronen (May 2001), Roberto Colombo, Shoshi Shpitzen, Liat Ben Avi, et al., Recent Origin and Spread of a Common Lithuanian Mutation, G197del LDLR, Causing Familial Hypercholesterolemia: Positive Selection Is Not Always Necessary to Account for Disease Incidence among Ashkenazi Jews, American Journal of Human Genetics, 68 (5): 1172—1188, doi:10.1086/320123, PMC 1226098, PMID 11309683
30. 1 2 3 4 5 6 7 8 9 10 11  Consumer Reports; Drug Effectiveness Review Project (March 2013). Evaluating statin drugs to treat High Cholesterol and Heart Disease: Comparing Effectiveness, Safety, and Price (PDF). Best Buy Drugs. Consumer Reports: 9. Процитовано 27 березня 2013. which cites
31. ↑  Diagnosis and treatment. Mayo Clinic. 11 січня 2023. Архів оригіналу за 13 березня 2024. Процитовано 16 березня 2024.
32. ↑  
Davidson, Michael H.; Pradeep, Pallavi (3 липня 2023). Hormonal and Metabolic Disorders. MSD Manual Consumer Version. Архів оригіналу за 14 листопада 2023. Процитовано 16 березня 2024. Although there is no natural cutoff between normal and abnormal cholesterol levels, ...
33. ↑  
What Your Cholesterol Levels Mean. www.heart.org. 16 листопада 2017. Архів оригіналу за 26 лютого 2024. Процитовано 16 березня 2024. While cholesterol levels above "normal ranges" are important in your overall cardiovascular risk, like HDL and LDL cholesterol levels, your total blood cholesterol level should be considered in context with your other known risk factors.
34. ↑  
Nantsupawat, Nopakoon; Booncharoen, Apaputch; Wisetborisut, Anawat; Jiraporncharoen, Wichuda та ін. (26 січня 2019). Appropriate Total cholesterol cut-offs for detection of abnormal LDL cholesterol and non-HDL cholesterol among low cardiovascular risk population. Lipids in Health and Disease. 18 (1): 28. doi:10.1186/s12944-019-0975-x. ISSN 1476-511X. PMC 6347761. PMID 30684968. The current appropriate TC cutoff to determine whether patients need further investigation and assessment is between 200 and 240 mg/dL [1, 17, 18]. However, the appropriate cut-off point for the younger population who may have low cardiovascular risk has not been examined extensively in the literature. A recent study suggests that a TC cut off point of between 200 and 240 may not be appropriate in identifying high LDL-C levels in apparently healthy people.
35. ↑  Peters SA, Singhateh Y, Mackay D, Huxley RR, Woodward M (May 2016). Total cholesterol as a risk factor for coronary heart disease and stroke in women compared with men: A systematic review and meta-analysis. Atherosclerosis. 248: 123—131. doi:10.1016/j.atherosclerosis.2016.03.016. PMID 27016614.
36. 1 2 3 4 5 6 7 8  Reiner Z, Catapano AL, De Backer G, Graham I, Taskinen MR, Wiklund O та ін. (July 2011). ESC/EAS Guidelines for the management of dyslipidaemias: the Task Force for the management of dyslipidaemias of the European Society of Cardiology (ESC) and the European Atherosclerosis Society (EAS). European Heart Journal. 32 (14): 1769—1818. doi:10.1093/eurheartj/ehr158. PMID 21712404.
37. ↑  
Superko, H. Robert (5 травня 2009). Advanced Lipoprotein Testing and Subfractionation Are Clinically Useful. Circulation. 119 (17): 2383—2395. doi:10.1161/CIRCULATIONAHA.108.809582. ISSN 0009-7322. PMID 19414656.
38. ↑  
New Information on Accuracy of LDL-C Estimation. American College of Cardiology. 20 березня 2020. Архів оригіналу за 6 грудня 2023. Процитовано 16 березня 2024.
39. ↑  
Friedewald equation for calculating VLDL and LDL - All About Cardiovascular System and Disorders. Johnson's Techworld - Reliving my hobbies. 4 листопада 2017. Архів оригіналу за 28 вересня 2023. Процитовано 16 березня 2024.
40. ↑  Friedewald WT, Levy RI, Fredrickson DS (June 1972). Estimation of the concentration of low-density lipoprotein cholesterol in plasma, without use of the preparative ultracentrifuge. Clinical Chemistry. 18 (6): 499—502. doi:10.1093/clinchem/18.6.499. PMID 4337382.
41. ↑  Familial Hypercholesterolemia. GeneReviews. Seattle (WA): University of Washington, Seattle. 1993. PMID 24404629. {{cite book}}: |access-date= вимагає |url= (довідка)
42. ↑  U.S. Preventive Services Task Force. Screening for Lipid Disorders: Recommendations and Rationale. Архів оригіналу за 10 лютого 2015. Процитовано 4 листопада 2010.
43. ↑  Chou R, Dana T, Blazina I, Daeges M, Bougatsos C, Jeanne TL (October 2016). Screening for Dyslipidemia in Younger Adults: A Systematic Review for the U.S. Preventive Services Task Force. Annals of Internal Medicine. 165 (8): 560—564. doi:10.7326/M16-0946. PMID 27538032.
44. ↑  Bibbins-Domingo K, Grossman DC, Curry SJ, Davidson KW, Epling JW, García FA та ін. (August 2016). Screening for Lipid Disorders in Children and Adolescents: US Preventive Services Task Force Recommendation Statement. JAMA. 316 (6): 625—633. doi:10.1001/jama.2016.9852. PMID 27532917.
45. ↑  Genest J, Frohlich J, Fodor G, McPherson R (October 2003). Recommendations for the management of dyslipidemia and the prevention of cardiovascular disease: summary of the 2003 update. CMAJ. 169 (9): 921—924. PMC 219626. PMID 14581310.
46. ↑  Third Report of the National Cholesterol Education Program (NCEP) Expert Panel on Detection, Evaluation, and Treatment of High Blood Cholesterol in Adults (Adult Treatment Panel III) final report. Circulation. 106 (25): 3143—3421. December 2002. doi:10.1161/circ.106.25.3143. PMID 12485966. {{cite journal}}: |hdl-access= вимагає |hdl= (довідка)
47. ↑  Spector R, Snapinn SM (2011). Statins for secondary prevention of cardiovascular disease: the right dose. Pharmacology. 87 (1–2): 63—69. doi:10.1159/000322999. PMID 21228612.
48. ↑  Qureshi, Nadeem; Woods, Bethan; Neves de Faria, Rita; Saramago Goncalves, Pedro; Cox, Edward; Leonardi-Bee, Jo; Condon, Laura; Weng, Stephen; Akyea, Ralph K. (24 жовтня 2023). Alternative cascade-testing protocols for identifying and managing patients with familial hypercholesterolaemia: systematic reviews, qualitative study and cost-effectiveness analysis. Health Technology Assessment (англ.). 27 (16): 1—140. doi:10.3310/CTMD0148. ISSN 2046-4924. PMC 10658348. PMID 37924278.
49. ↑  What is the best way to identify people with inherited high cholesterol?. NIHR Evidence. 30 квітня 2024. doi:10.3310/nihrevidence_62958.
50. 1 2 3 4  Grundy SM, Cleeman JI, Merz CN, Brewer HB, Clark LT, Hunninghake DB та ін. (July 2004). Implications of recent clinical trials for the National Cholesterol Education Program Adult Treatment Panel III guidelines. Circulation. 110 (2): 227—239. doi:10.1161/01.cir.0000133317.49796.0e. PMID 15249516.
51. ↑  Consumer Reports; Drug Effectiveness Review Project (March 2013). Evaluating statin drugs to treat High Cholesterol and Heart Disease: Comparing Effectiveness, Safety, and Price (PDF). Best Buy Drugs. Consumer Reports: 9. Процитовано 27 березня 2013.
52. ↑  Bhattarai N, Prevost AT, Wright AJ, Charlton J, Rudisill C, Gulliford MC (December 2013). Effectiveness of interventions to promote healthy diet in primary care: systematic review and meta-analysis of randomised controlled trials. BMC Public Health. 13: 1203. doi:10.1186/1471-2458-13-1203. PMC 3890643. PMID 24355095.
53. ↑  Hartley L, Igbinedion E, Holmes J, Flowers N, Thorogood M, Clarke A та ін. (June 2013). Increased consumption of fruit and vegetables for the primary prevention of cardiovascular diseases. The Cochrane Database of Systematic Reviews. 2013 (6): CD009874. doi:10.1002/14651858.CD009874.pub2. PMC 4176664. PMID 23736950.
54. 1 2  Brownawell AM, Falk MC (June 2010). Cholesterol: where science and public health policy intersect. Nutrition Reviews. 68 (6): 355—364. doi:10.1111/j.1753-4887.2010.00294.x. PMID 20536780.
55. ↑  Berger S, Raman G, Vishwanathan R, Jacques PF, Johnson EJ (August 2015). Dietary cholesterol and cardiovascular disease: a systematic review and meta-analysis. The American Journal of Clinical Nutrition. 102 (2): 276—294. doi:10.3945/ajcn.114.100305. PMID 26109578.
56. ↑  Keys A, Anderson JT, Grande F (July 1965). Serum cholesterol response to changes in the diet: IV. Particular saturated fatty acids in the diet. Metabolism. 14 (7): 776—787. doi:10.1016/0026-0495(65)90004-1. PMID 25286466.
57. ↑  Hegsted DM, McGandy RB, Myers ML, Stare FJ (November 1965). Quantitative effects of dietary fat on serum cholesterol in man. The American Journal of Clinical Nutrition. 17 (5): 281—295. doi:10.1093/ajcn/17.5.281. PMID 5846902.
58. ↑  Scientific Report of the 2015 Dietary Guidelines Advisory Committee (PDF). health.gov. 2015. с. 17. Процитовано 16 травня 2016. The 2015 DGAC will not bring forward this recommendation 644 because available evidence shows no appreciable relationship between consumption of dietary cholesterol and serum cholesterol, consistent with the conclusions of the AHA/ACC report.
59. ↑  Hooper L, Martin N, Jimoh OF, Kirk C, Foster E, Abdelhamid AS (August 2020). Reduction in saturated fat intake for cardiovascular disease. The Cochrane Database of Systematic Reviews. 2020 (8): CD011737. doi:10.1002/14651858.CD011737.pub3. PMC 8092457. PMID 32827219.
60. ↑  Chowdhury R, Warnakula S, Kunutsor S, Crowe F, Ward HA, Johnson L та ін. (March 2014). Association of dietary, circulating, and supplement fatty acids with coronary risk: a systematic review and meta-analysis. Annals of Internal Medicine. 160 (6): 398—406. doi:10.7326/M13-1788. PMID 24723079.
61. ↑  Schwingshackl L, Hoffmann G (December 2013). Comparison of effects of long-term low-fat vs high-fat diets on blood lipid levels in overweight or obese patients: a systematic review and meta-analysis. Journal of the Academy of Nutrition and Dietetics. 113 (12): 1640—1661. doi:10.1016/j.jand.2013.07.010. PMID 24139973. Including only hypocaloric diets, the effects of low-fat vs high-fat diets on total cholesterol and LDL cholesterol levels were abolished.
62. ↑  Brown L, Rosner B, Willett WW, Sacks FM (January 1999). Cholesterol-lowering effects of dietary fiber: a meta-analysis. The American Journal of Clinical Nutrition. 69 (1): 30—42. doi:10.1093/ajcn/69.1.30. PMID 9925120.
63. ↑  Hollænder PL, Ross AB, Kristensen M (September 2015). Whole-grain and blood lipid changes in apparently healthy adults: a systematic review and meta-analysis of randomized controlled studies. The American Journal of Clinical Nutrition. 102 (3): 556—572. doi:10.3945/ajcn.115.109165. PMID 26269373.
64. ↑  Schaefer EJ, Gleason JA, Dansinger ML (June 2009). Dietary fructose and glucose differentially affect lipid and glucose homeostasis. The Journal of Nutrition. 139 (6): 1257S—1262S. doi:10.3945/jn.108.098186. PMC 2682989. PMID 19403705.
65. ↑  Grundy SM, Stone NJ, Bailey AL, Beam C, Birtcher KK, Blumenthal RS та ін. (June 2019). 2018 AHA/ACC/AACVPR/AAPA/ABC/ACPM/ADA/AGS/APhA/ASPC/NLA/PCNA Guideline on the Management of Blood Cholesterol: A Report of the American College of Cardiology/American Heart Association Task Force on Clinical Practice Guidelines. Circulation. 139 (25): e1082—e1143. doi:10.1161/CIR.0000000000000625. PMC 7403606. PMID 30586774.
66. ↑  Koskinas KC, Siontis GC, Piccolo R, Mavridis D, Räber L, Mach F, Windecker S (April 2018). Effect of statins and non-statin LDL-lowering medications on cardiovascular outcomes in secondary prevention: a meta-analysis of randomized trials. European Heart Journal. 39 (14): 1172—1180. doi:10.1093/eurheartj/ehx566. PMID 29069377.
67. ↑  Tonelli M, Lloyd A, Clement F, Conly J, Husereau D, Hemmelgarn B та ін. (November 2011). Efficacy of statins for primary prevention in people at low cardiovascular risk: a meta-analysis. CMAJ. 183 (16): E1189—E1202. doi:10.1503/cmaj.101280. PMC 3216447. PMID 21989464.
68. ↑  Mills EJ, Wu P, Chong G, Ghement I, Singh S, Akl EA та ін. (February 2011). Efficacy and safety of statin treatment for cardiovascular disease: a network meta-analysis of 170,255 patients from 76 randomized trials. QJM. 104 (2): 109—124. doi:10.1093/qjmed/hcq165. PMID 20934984.
69. ↑  Mihaylova B, Emberson J, Blackwell L, Keech A, Simes J, Barnes EH та ін. (August 2012). The effects of lowering LDL cholesterol with statin therapy in people at low risk of vascular disease: meta-analysis of individual data from 27 randomised trials. Lancet. 380 (9841): 581—590. doi:10.1016/S0140-6736(12)60367-5. PMC 3437972. PMID 22607822.
70. ↑  Chou R, Dana T, Blazina I, Daeges M, Jeanne TL (November 2016). Statins for Prevention of Cardiovascular Disease in Adults: Evidence Report and Systematic Review for the US Preventive Services Task Force. JAMA. 316 (19): 2008—2024. doi:10.1001/jama.2015.15629. PMID 27838722.
71. 1 2  Taylor F, Huffman MD, Macedo AF, Moore TH, Burke M, Davey Smith G та ін. (January 2013). Statins for the primary prevention of cardiovascular disease. The Cochrane Database of Systematic Reviews. 2013 (1): CD004816. doi:10.1002/14651858.cd004816.pub5. PMC 6481400. PMID 23440795.
72. ↑  Pisaniello AD, Scherer DJ, Kataoka Y, Nicholls SJ (February 2015). Ongoing challenges for pharmacotherapy for dyslipidemia. Expert Opinion on Pharmacotherapy. 16 (3): 347—356. doi:10.1517/14656566.2014.986094. PMID 25476544.
73. ↑  Lebenthal Y, Horvath A, Dziechciarz P, Szajewska H, Shamir R (September 2010). Are treatment targets for hypercholesterolemia evidence based? Systematic review and meta-analysis of randomised controlled trials. Archives of Disease in Childhood. 95 (9): 673—680. doi:10.1136/adc.2008.157024. PMID 20515970.
74. 1 2 3  National Institute for Health and Clinical Excellence. Clinical guideline 67: Lipid modification. London, 2008.
75. ↑  Navarese EP, Kolodziejczak M, Schulze V, Gurbel PA, Tantry U, Lin Y та ін. (July 2015). Effects of Proprotein Convertase Subtilisin/Kexin Type 9 Antibodies in Adults With Hypercholesterolemia: A Systematic Review and Meta-analysis. Annals of Internal Medicine. 163 (1): 40—51. doi:10.7326/M14-2957. PMID 25915661.
76. ↑  Van Craeyveld E, Jacobs F, Gordts SC, De Geest B (2011). Gene therapy for familial hypercholesterolemia. Current Pharmaceutical Design. 17 (24): 2575—2591. doi:10.2174/138161211797247550. PMID 21774774.
77. ↑  Al-Allaf FA, Coutelle C, Waddington SN, David AL, Harbottle R, Themis M (December 2010). LDLR-Gene therapy for familial hypercholesterolaemia: problems, progress, and perspectives. International Archives of Medicine. 3: 36. doi:10.1186/1755-7682-3-36. PMC 3016243. PMID 21144047.
78. ↑  Grundy SM, Cleeman JI, Merz CN, Brewer HB, Clark LT, Hunninghake DB та ін. (August 2004). Implications of recent clinical trials for the National Cholesterol Education Program Adult Treatment Panel III Guidelines. Journal of the American College of Cardiology. 44 (3): 720—732. doi:10.1016/j.jacc.2004.07.001. PMID 15358046.
79. ↑  Grundy SM, Stone NJ, Bailey AL, Beam C, Birtcher KK, Blumenthal RS та ін. (June 2019). 2018 AHA/ACC/AACVPR/AAPA/ABC/ACPM/ADA/AGS/APhA/ASPC/NLA/PCNA Guideline on the Management of Blood Cholesterol: Executive Summary: A Report of the American College of Cardiology/American Heart Association Task Force on Clinical Practice Guidelines. Circulation. 139 (25): e1046—e1081. doi:10.1161/CIR.0000000000000624. PMID 30565953.
80. ↑  National Institute for Health and Clinical Excellence (18 липня 2014). Cardiovascular disease: risk assessment and reduction, including lipid modification. NICE. Процитовано 27 травня 2019.
81. 1 2 3 4  AMDA – The Society for Post-Acute and Long-Term Care Medicine (February 2014), Ten Things Physicians and Patients Should Question, Choosing Wisely: an initiative of the ABIM Foundation, AMDA – The Society for Post-Acute and Long-Term Care Medicine, процитовано 20 квітня 2015
82. ↑  Snow V, Aronson MD, Hornbake ER, Mottur-Pilson C, Weiss KB (April 2004). Lipid control in the management of type 2 diabetes mellitus: a clinical practice guideline from the American College of Physicians. Annals of Internal Medicine. 140 (8): 644—649. doi:10.7326/0003-4819-140-8-200404200-00012. PMID 15096336.
83. ↑  Vijan S, Hayward RA (April 2004). Pharmacologic lipid-lowering therapy in type 2 diabetes mellitus: background paper for the American College of Physicians. Annals of Internal Medicine. 140 (8): 650—658. doi:10.7326/0003-4819-140-8-200404200-00013. PMID 15096337.
84. ↑  Barnes PM, Powell-Griner E, McFann K, Nahin RL (May 2004). Complementary and alternative medicine use among adults: United States, 2002. Advance Data. 343 (343): 1—19. PMID 15188733.
85. ↑  Liu ZL, Liu JP, Zhang AL, Wu Q, Ruan Y, Lewith G, Visconte D (July 2011). Chinese herbal medicines for hypercholesterolemia. The Cochrane Database of Systematic Reviews (7): CD008305. doi:10.1002/14651858.CD008305.pub2. PMC 3402023. PMID 21735427.
86. ↑  Demonty I, Ras RT, van der Knaap HC, Duchateau GS, Meijer L, Zock PL та ін. (February 2009). Continuous dose-response relationship of the LDL-cholesterol-lowering effect of phytosterol intake. The Journal of Nutrition. 139 (2): 271—284. doi:10.3945/jn.108.095125. PMID 19091798.
87. ↑  Weingärtner O, Böhm M, Laufs U (February 2009). Controversial role of plant sterol esters in the management of hypercholesterolaemia. European Heart Journal. 30 (4): 404—409. doi:10.1093/eurheartj/ehn580. PMC 2642922. PMID 19158117.
88. ↑  Carrol, Margaret (April 2012). Total and High-density Lipoprotein Cholesterol in Adults: National Health and Nutrition Examination Survey, 2009–2010 (PDF). CDC.